# Cartoons
Pour les articles homonymes, voir Cartoon (homonymie).
 (février 2024).
Si vous disposez d'ouvrages ou d'articles de référence ou si vous connaissez des sites web de qualité traitant du thème abordé ici, merci de compléter l'article en donnant les références utiles à sa vérifiabilité et en les liant à la section « Notes et références ».
Cartoons est un groupe de musique danois, formé en 1996.
Composé de Martin Toonie Østengaard, Jesper Eponge Dukholt, Erling Shooter Jensen, Dave Buzz Stevens, Natasja Puddy Skov et Karina Boop Jensen, la formation était spécialisée dans la technobilly et l'Eurodance.
Ils connurent un certain succès notamment au Royaume-Uni et sont aujourd’hui l'un des groupes danois les plus connus au monde. Le groupe était connu grâce à ses chansons au rythme dansant, ainsi qu'à ses costumes kitsch, constitués de grosses perruques en plastique, leurs costumes colorés et leurs  chaussures ressemblant à des objets comme des chars d'assaut ou des éponges, caricaturant bien souvent les stars du rock'n roll des années 1950.
À ce jour le groupe a vendu plus de deux millions d'albums et furent nommés pour les Grammy danois. Leur titre le plus connu est Witch Doctor, qui atteignit la deuxième place des charts anglais avec sa combinaison du refrain "ooh-ee-ooh-aah-aah".  Ils réitérèrent l'exploit avec Doodah! une version remastérisée de la chanson folklorique américaine Camptown Races , une compilation Aisy Waisy qui fut jouée sur Generation Game de Jim Davidson et un premier album du top 20 Toonage.
Leur deuxième album Toonastic! ne connut pas le même succès cependant mais certaines chansons surent tout de même susciter l'intérêt du public comme Diddley Dee, Big Coconuts et une reprise de Mama Loo des  Humphries Singers. Ils complétèrent le tout avec un album à grand succès composé de morceaux précédents ainsi que de trois nouvelles chansons.
En 2016, Karina Jensen est décédée d'un cancer après avoir subi un premier traitement ayant entrainé une double mastectomie en 2012.  Elle laisse dans le deuil son mari et ses deux enfants . En avril 2019, Erling Jensen est décédé. Il avait 50 ans.